# Lingwulong shenqi
Lingwulong ("úžasný drak z Ling-wu") byl rod neosauropodního dinosaura, který žil v období rané až střední jury (geologické stupně toark až bajok; asi před 183 až 168 miliony let) na území dnešní střední Číny (autonomní oblast Ning-sia).

## Význam a popis
V rámci skupiny neosauropodů je tento druh vůbec nejstarším dnes známým zástupcem a je také jediným prokazatelným diplodokoidem z území Asie. Fosilie tohoto dikreosaurida byly objeveny roku 2004 nedaleko města Ling-wu. O rok později začaly vykopávky, formální popis sauropoda (typového druhu L. shenqi) byl však publikován až roku 2018. Celkem bylo objeveno asi 7 až 10 jedinců tohoto dinosaura, a to fosilních exemplářů v různých věkových (ontogenetických) stadiích. 
Blízce příbuznými rody byly například americké taxony Suuwassea nebo Amargasaurus.